# Črnica
Črnica is een plaats in de gemeente Buzet in de Kroatische provincie Istrië. De plaats telt 37 inwoners (2001).